# Supercopa Juvenil FCF 2022
La Supercopa Juvenil FCF de 2022 fue la XII edición del campeonato juvenil de fútbol en Colombia. Es organizado por la Federación Colombiana de Fútbol con apoyo de la División Mayor del Fútbol Colombiano y la División Aficionada del Fútbol Colombiano, el cual sirve como proyección de futbolistas y árbitros al profesionalismo.
El campeón, Envigado F. C., logró su primer título y ganó el cupo para representar a Colombia en la Copa Libertadores Sub-20 de 2023.
Los 30 jugadores que se pueden inscribir deben estar distribuidos de la siguiente manera: 24 nacidos a partir del 1 de enero de 2003, 5 nacidos a partir del 1 de enero de 2002 y 1 nacido a partir del 1 de enero de 2001 exclusivamente para la posición de arquero.
Los  equipos aceptados fueron en dos divisiones: "A" para 36 equipos juveniles profesionales y 24 amateurs, y los restantes en la división "B".
Esta temporada contó con la participación de 60 equipos: 36 profesionales y 24 aficionados.

## Sistema de juego
- Primera fase: Inicialmente la I Fase se jugaría dividiendo los sesenta (60) equipos en seis (6) Grupos, los cuales se denominarán Grupo “A”, Grupo “B”, Grupo “C”, Grupo “D”, Grupo “E” y Grupo "F". En cada grupo se jugará por el sistema de todos contra todos a dos (2) vueltas (local y visitante). Jugadas todos los partidos (18 fechas) los dos primeros equipos con mejor puntaje y los cuatro mejores terceros clasificarán a la II Fase del torneo. Sin embargo ante el retiro de Asociados Quindianos y Real Bucaramanga, se decidió invitar a los dos finalistas del torneo sub 20B del 2019: Fusión Caribe y Real Boyacá, quedando el grupo D con once participantes y el grupo C con nueve.

- Segunda fase (Octavos de final): Organizados según la tabla de reclasificación por puntos, sin importar el número de partidos jugados del torneo se enfrentaran en partidos de ida y vuelta de la siguiente manera:

Llave S1: Equipo 16 vs. Equipo 1

Llave S2: Equipo 15 vs. Equipo 2

Llave S3: Equipo 14 vs. Equipo 3

Llave S4: Equipo 13 vs. Equipo 4

Llave S5: Equipo 12 vs. Equipo 5

Llave S6: Equipo 11 vs. Equipo 6

Llave S7: Equipo 10 vs. Equipo 7

Llave S8: Equipo 9 vs. Equipo 8

- Tercera fase (Cuartos de final): Los ocho equipos ganadores de la fase anterior se enfrentan en partidos de ida y vuelta siendo local en la segunda fecha el equipo con mejor puntuación el equipo con mejor posición en la tabla de reclasificacion sumadas las fases I y II, enfrentándose de la siguiente manera:

Llave A: Ganador S1 vs. Ganador S8

Llave B: Ganador S2 vs. Ganador S7

Llave C: Ganador S3 vs. Ganador S6

Llave D: Ganador S4 vs. Ganador S5

- Cuarta fase (Semifinales): Los cuatro equipos ganadores de la fase anterior se enfrentan en partidos de ida y vuelta siendo local en la segunda fecha el equipo con mejor puntuación el equipo con mejor posición en la tabla de reclasificacion sumadas las fases I, II y III, enfrentándose de la siguiente manera:

Llave F1: Ganador A vs. Ganador D

Llave F2: Ganador B vs. Ganador C

- Final: Los dos equipos ganadores de la fase anterior se enfrentan en partidos de ida y vuelta siendo local en la segunda fecha el equipo con mejor puntuación el equipo con mejor posición en la tabla de reclasificacion sumadas las fases I, II, III, IV.

## Equipos participantes

### Relevo anual de clubes
El relevo de clubes fue confirmado por la Federación Colombiana de Fútbol una vez los equipos realizaron su inscripción.
| Ascensos a la Supercopa Juvenil FCF                    |
| ------------------------------------------------------ |
| Atlético Real Boyacá (Campeón Torneo Sub-20 B 2019)    |
| Fusión Caribe (Subcampeón Torneo Sub-20 B 2019)        |
| Turbo FC (Semifinalista Sub-20 B 2021)                 |
| Talento y Vida (Semifinalista Sub-20 B 2021)           |
| Los Embajadores (cuartos de final Sub-20 B 2021)       |
| Martín García & RJB (cuartos de final Sub-20 B 2021)   |
| Alberto Zamora (cuartos de final Sub-20 B 2021)        |
| Atlético Zamba (Octavos de final Sub-20 B 2021)        |
| El Minuto FC (Octavos de final Sub-20 B 2021)          |
| Escuela 29 de Julio (Octavos de final Sub-20 B 2021)   |
| Alianza Internacional (Octavos de final Sub-20 B 2021) |

| Descendidos al Torneo Sub-20 B por Reclasificación |
| -------------------------------------------------- |
| Ferrovalvulas CD (Puesto 60°)                      |
| Alianza Tolima (Puesto 59°)                        |
| Academia Tolimense (Puesto 58°)                    |
| Real Sabanalarga (Puesto 57°)                      |
| Barcelona FC (Puesto 56°)                          |
| FC Bastidas (Puesto 55°)                           |
| Maracaneiros (Puesto 53°)                          |
| Sol de Oriente (Puesto 52°)                        |
| Universidad de Córdoba (Puesto 51°)                |
| Asociados Quindianos                               |
| Cyclones Cali                                      |

- Nota: La ficha de Universitario de Popayán de 2019 fue ocupada por Boca Juniors de Cali quien compró la misma en el contexto del fútbol profesional, mientras que el club aficionado Amigos de la Pecosa, quien participó en 2019, cambió su nombre a Cúcuta FC.

## Fase de grupos
|  | Clasificado a Octavos de Final.         |
|  | Posible clasificado a Octavos de Final. |

### Grupo A
| Pos. | Equipo         | Pts. | PJ | G  | E | P  | GF | GC | Dif. | Clasificación         |
| ---- | -------------- | ---- | -- | -- | - | -- | -- | -- | ---- | --------------------- |
| 1    | Millonarios    | 44   | 18 | 14 | 2 | 2  | 51 | 14 | +37  | Segunda fase.         |
| 2    | La Equidad     | 41   | 18 | 13 | 2 | 3  | 47 | 17 | +30  | Segunda fase.         |
| 3    | Llaneros       | 35   | 18 | 11 | 2 | 5  | 48 | 25 | +23  | Posible segunda fase. |
| 4    | Patriotas      | 33   | 18 | 10 | 3 | 5  | 37 | 23 | +14  |                       |
| 5    | Tigres F. C.   | 30   | 18 | 9  | 3 | 6  | 32 | 21 | +11  |                       |
| 6    | Santa Fe       | 23   | 18 | 7  | 2 | 9  | 31 | 22 | +9   |                       |
| 7    | Bogotá F. C.   | 19   | 18 | 5  | 4 | 9  | 29 | 29 | 0    |                       |
| 8    | Boyacá Chicó   | 18   | 18 | 4  | 6 | 8  | 28 | 46 | −18  |                       |
| 9    | Alianza Llanos | 14   | 18 | 4  | 2 | 12 | 25 | 42 | −17  |                       |
| 10   | Libertad       | 0    | 18 | 0  | 0 | 18 | 8  | 87 | −79  |                       |

 Fuente: FCF

### Grupo B
| Pos. | Equipo                 | Pts. | PJ | G  | E | P  | GF | GC | Dif. | Clasificación         |
| ---- | ---------------------- | ---- | -- | -- | - | -- | -- | -- | ---- | --------------------- |
| 1    | Independiente Medellín | 44   | 18 | 14 | 2 | 2  | 44 | 14 | +30  | Segunda fase.         |
| 2    | Envigado F. C.         | 37   | 18 | 11 | 4 | 3  | 39 | 11 | +28  | Segunda fase.         |
| 3    | Atlético Nacional      | 36   | 18 | 11 | 3 | 4  | 47 | 21 | +26  | Posible segunda fase. |
| 4    | Jaguares               | 28   | 18 | 8  | 4 | 6  | 27 | 32 | −5   |                       |
| 5    | Itagüí Leones          | 26   | 18 | 7  | 5 | 6  | 29 | 24 | +5   |                       |
| 6    | Águilas Doradas        | 23   | 18 | 6  | 5 | 7  | 27 | 27 | 0    |                       |
| 7    | Turbo F. C.            | 22   | 18 | 6  | 4 | 8  | 26 | 34 | −8   |                       |
| 8    | Total Soccer           | 19   | 18 | 4  | 7 | 7  | 20 | 25 | −5   |                       |
| 9    | Talento y Vida         | 8    | 18 | 2  | 2 | 14 | 8  | 46 | −38  |                       |
| 10   | Alianza Platanera      | 7    | 18 | 1  | 4 | 13 | 16 | 49 | −33  |                       |

 Fuente: FCF

### Grupo C
| Pos. | Equipo               | Pts. | PJ | G  | E | P  | GF | GC | Dif. | Clasificación         |
| ---- | -------------------- | ---- | -- | -- | - | -- | -- | -- | ---- | --------------------- |
| 1    | Deportivo Cali       | 35   | 16 | 10 | 5 | 1  | 31 | 13 | +18  | Segunda fase.         |
| 2    | Cortuluá             | 31   | 16 | 9  | 4 | 3  | 28 | 16 | +12  | Segunda fase.         |
| 3    | Deportes Quindío     | 28   | 16 | 8  | 4 | 4  | 32 | 21 | +11  | Posible segunda fase. |
| 4    | América de Cali      | 23   | 16 | 7  | 2 | 7  | 23 | 30 | −7   |                       |
| 5    | Deportivo Pasto      | 22   | 16 | 5  | 7 | 4  | 20 | 19 | +1   |                       |
| 6    | Boca Juniors de Cali | 20   | 16 | 6  | 2 | 8  | 21 | 24 | −3   |                       |
| 7    | Orsomarso            | 15   | 16 | 3  | 6 | 7  | 18 | 24 | −6   |                       |
| 8    | Atlético F. C.       | 14   | 16 | 3  | 5 | 8  | 19 | 28 | −9   |                       |
| 9    | Tolima Real          | 9    | 16 | 2  | 3 | 11 | 17 | 34 | −17  |                       |

 Fuente: FCF

### Grupo D
| Pos. | Equipo              | Pts. | PJ | G  | E  | P  | GF | GC | Dif. | Clasificación         |
| ---- | ------------------- | ---- | -- | -- | -- | -- | -- | -- | ---- | --------------------- |
| 1    | Barranquilla F. C.  | 41   | 20 | 13 | 2  | 5  | 49 | 20 | +29  | Segunda fase.         |
| 2    | Junior              | 39   | 20 | 11 | 6  | 3  | 37 | 24 | +13  | Segunda fase.         |
| 3    | Real Cartagena      | 39   | 20 | 12 | 3  | 5  | 37 | 24 | +13  | Posible segunda fase. |
| 4    | Unión Magdalena     | 37   | 20 | 9  | 10 | 1  | 32 | 21 | +11  |                       |
| 5    | Fusión Caribe       | 31   | 20 | 9  | 4  | 7  | 29 | 29 | 0    |                       |
| 6    | Valledupar F. C.    | 28   | 20 | 8  | 4  | 8  | 39 | 28 | +11  |                       |
| 7    | Academia de Crespo  | 25   | 20 | 7  | 4  | 9  | 25 | 27 | −2   |                       |
| 8    | Deportivo Galapa    | 24   | 20 | 6  | 6  | 8  | 27 | 34 | −7   |                       |
| 9    | Atlético Zamba      | 19   | 20 | 4  | 7  | 9  | 18 | 34 | −16  |                       |
| 10   | Costa Azul          | 16   | 20 | 3  | 7  | 10 | 13 | 28 | −15  |                       |
| 11   | Escuela 29 de julio | 3    | 20 | 0  | 3  | 17 | 15 | 56 | −41  |                       |

 Fuente: FCF

### Grupo E
| Pos. | Equipo               | Pts. | PJ | G  | E | P  | GF | GC | Dif. | Clasificación         |
| ---- | -------------------- | ---- | -- | -- | - | -- | -- | -- | ---- | --------------------- |
| 1    | Cúcuta Deportivo     | 42   | 18 | 13 | 3 | 2  | 39 | 12 | +27  | Segunda fase.         |
| 2    | Alianza Petrolera    | 35   | 18 | 10 | 5 | 3  | 50 | 24 | +26  | Segunda fase.         |
| 3    | PSD Panteras         | 32   | 18 | 9  | 5 | 4  | 21 | 18 | +3   | Posible segunda fase. |
| 4    | Real Santander       | 29   | 18 | 8  | 5 | 5  | 29 | 24 | +5   |                       |
| 5    | Atlético Bucaramanga | 27   | 18 | 7  | 6 | 5  | 26 | 26 | 0    |                       |
| 6    | Atlético Chapinero   | 19   | 18 | 5  | 4 | 9  | 20 | 25 | −5   |                       |
| 7    | Alianza Vallenata    | 18   | 18 | 4  | 6 | 8  | 19 | 33 | −14  |                       |
| 8    | Cúcuta F. C.         | 17   | 18 | 5  | 2 | 11 | 25 | 36 | −11  |                       |
| 9    | Atlético Real Boyacá | 15   | 18 | 4  | 3 | 11 | 17 | 30 | −13  |                       |
| 10   | Los Embajadores      | 13   | 18 | 2  | 7 | 9  | 23 | 41 | −18  |                       |

 Fuente: FCF

### Grupo F
| Pos. | Equipo                | Pts. | PJ | G  | E | P  | GF | GC | Dif. | Clasificación         |
| ---- | --------------------- | ---- | -- | -- | - | -- | -- | -- | ---- | --------------------- |
| 1    | Fortaleza CEIF        | 43   | 18 | 14 | 1 | 3  | 45 | 17 | +28  | Segunda fase.         |
| 2    | Deportes Tolima       | 38   | 18 | 11 | 5 | 2  | 40 | 14 | +26  | Segunda fase.         |
| 3    | Once Caldas           | 36   | 18 | 11 | 3 | 4  | 43 | 19 | +24  | Posible segunda fase. |
| 4    | Deportivo Pereira     | 32   | 18 | 9  | 5 | 4  | 34 | 19 | +15  |                       |
| 5    | Atlético Huila        | 32   | 18 | 10 | 2 | 6  | 34 | 27 | +7   |                       |
| 6    | Alberto Zamora        | 23   | 18 | 7  | 2 | 9  | 25 | 26 | −1   |                       |
| 7    | Martín García & RJB   | 21   | 18 | 6  | 3 | 9  | 16 | 29 | −13  |                       |
| 8    | Plata Vinotinto y Oro | 21   | 18 | 5  | 6 | 7  | 26 | 42 | −16  |                       |
| 9    | El Minuto             | 7    | 18 | 1  | 4 | 13 | 19 | 49 | −30  |                       |
| 10   | Alianza Internacional | 1    | 18 | 0  | 1 | 17 | 20 | 60 | −40  |                       |

 Fuente: FCF

## Fases finales
Las fases de eliminación directa o fases finales, corresponden a la Segunda fase, Tercera fase, Semifinales y Final, en las cuales se juegan partidos de ida y vuelta, a eliminación directa. A esta fase clasificarán dieciséis equipos provenientes de la Primera fase.

### Tabla de terceros lugares
Los seis (6) equipos que ocupen el tercer lugar de sus respectivos grupos en la I FASE se ubican en una tabla de terceros lugares por promedio para definir los cuatro mejores terceros clasificados a la II FASE.
|  | Clasificado. |
|  | Eliminado.   |

| Pos. | Equipos           | Prom  | Pts | PJ | G  | E | P | GF | GC | Dif | Clasificación |
| ---- | ----------------- | ----- | --- | -- | -- | - | - | -- | -- | --- | ------------- |
| 1    | Atlético Nacional | 2.000 | 36  | 18 | 11 | 3 | 4 | 47 | 21 | +26 | Segunda fase. |
| 2    | Once Caldas       | 2.000 | 36  | 18 | 11 | 3 | 4 | 43 | 19 | +24 | Segunda fase. |
| 3    | Real Cartagena    | 1.950 | 39  | 20 | 12 | 3 | 5 | 37 | 24 | +13 | Segunda fase. |
| 4    | Llaneros          | 1.944 | 35  | 18 | 11 | 2 | 5 | 48 | 25 | +23 | Segunda fase. |
| 5    | PSD Panteras      | 1.778 | 32  | 18 | 9  | 5 | 4 | 21 | 18 | +3  |               |
| 6    | Deportes Quindío  | 1.750 | 28  | 16 | 8  | 4 | 4 | 32 | 21 | +11 |               |

### Octavos de final
| Local en la ida   | Agr.         | Local en la vuelta     | Ida | Vuelta |
| ----------------- | ------------ | ---------------------- | --- | ------ |
| Cortuluá          | 2-2 (3-4 p.) | Millonarios            | 1-1 | 1-1    |
| Deportivo Cali    | 2-2 (4-2 p.) | Independiente Medellín | 1-1 | 1-1    |
| Llaneros          | 3-2          | Fortaleza CEIF         | 2-1 | 1-1    |
| Alianza Petrolera | 4-5          | Cúcuta Deportivo       | 3-2 | 1-3    |
| Once Caldas       | 1-2          | La Equidad             | 1-0 | 0-2    |
| Atlético Nacional | 3-2          | Barranquilla           | 3-0 | 0-2    |
| Envigado F. C.    | 5-1          | Junior                 | 3-1 | 2-0    |
| Deportes Tolima   | 2-2 (4-2 p.) | Real Cartagena         | 1-0 | 0-1    |

### Cuartos de final
| Local en la ida | Agr. | Local en la vuelta | Ida | Vuelta |
| --------------- | ---- | ------------------ | --- | ------ |
| Deportes Tolima | 1-2  | Millonarios        | 1-1 | 0-1    |
| Deportivo Cali  | 1-4  | Envigado F. C.     | 0-1 | 1-3    |
| Llaneros        | 3-6  | Atlético Nacional  | 1-1 | 2-5    |
| La Equidad      | 2-3  | Cúcuta Deportivo   | 1-1 | 1-2    |

### Semifinal
| Local en la ida   | Agr. | Local en la vuelta | Ida | Vuelta |
| ----------------- | ---- | ------------------ | --- | ------ |
| Cúcuta Deportivo  | 2-1  | Millonarios        | 2-1 | 0-0    |
| Atlético Nacional | 2-3  | Envigado F. C.     | 1-3 | 1-0    |

### Final
| Local en la ida | Agr. | Local en la vuelta | Ida | Vuelta |
| --------------- | ---- | ------------------ | --- | ------ |
| Envigado F. C.  | 3-0  | Cúcuta Deportivo   | 1-0 | 2-0    |

|                                    |
| Campeón Envigado F. C. 1.er título |

## Estadísticas

### Descenso
Los últimos 10 equipos en la tabla de reclasificación de la primera fase descienden al Torneo Sub-20 B. A continuación solo se muestran los últimos 16 equipos ubicados en los lugares 45 al 60.
|  | Desciende al Torneo Sub-20-B.              |
|  | Club profesional no elegible para descenso |

| Pos | Equipos               | Pts | PJ | G | E | P  | GF | GC | DIF |
| --- | --------------------- | --- | -- | - | - | -- | -- | -- | --- |
| 45. | Alianza Vallenata     | 18  | 18 | 4 | 6 | 8  | 19 | 33 | -14 |
| 46. | Boyacá Chicó          | 18  | 18 | 4 | 6 | 8  | 28 | 46 | -18 |
| 47. | Cúcuta FC             | 17  | 18 | 5 | 2 | 11 | 25 | 36 | -11 |
| 48. | Costa Azul            | 16  | 20 | 3 | 7 | 10 | 13 | 28 | -15 |
| 49. | Orsomarso             | 15  | 16 | 3 | 6 | 7  | 18 | 24 | -6  |
| 50. | Atlético F. C.        | 14  | 16 | 3 | 5 | 8  | 19 | 28 | -9  |
| 51. | Atlético Real Boyacá  | 15  | 18 | 4 | 3 | 11 | 17 | 30 | -13 |
| 52. | Alianza Llanos        | 14  | 18 | 4 | 2 | 12 | 25 | 42 | -17 |
| 53. | Los Embajadores       | 13  | 18 | 2 | 7 | 9  | 23 | 41 | -18 |
| 54. | Tolima Real           | 9   | 16 | 2 | 3 | 11 | 17 | 34 | -17 |
| 55. | Talento y Vida        | 8   | 18 | 2 | 2 | 14 | 8  | 46 | -38 |
| 56. | El Minuto FC          | 7   | 18 | 1 | 4 | 13 | 19 | 49 | -30 |
| 57. | Alianza Platanera     | 7   | 18 | 4 | 3 | 21 | 16 | 49 | -33 |
| 58. | Escuela 29 de Julio   | 3   | 20 | 0 | 3 | 17 | 15 | 56 | -41 |
| 59. | Alianza Internacional | 1   | 18 | 0 | 1 | 17 | 20 | 60 | -40 |
| 60. | Libertad CD           | 0   | 18 | 0 | 0 | 18 | 8  | 87 | -79 |